# Sitalcicus
Sitalcicus is een geslacht van hooiwagens uit de familie Podoctidae.
De wetenschappelijke naam Sitalcicus is voor het eerst geldig gepubliceerd door Roewer in 1923. 

## Soorten
Sitalcicus omvat de volgende 3 soorten:
- Sitalcicus gardineri
- Sitalcicus incertus
- Sitalcicus novemtuberculatus